# 川島章良
川島 章良（かわしま あきよし、1982年〈昭和57年〉1月20日 - ）は、日本のお笑い芸人。お笑いコンビ・はんにゃ.のツッコミ（一部のネタではボケ）担当。吉本興業所属。東京NSC10期生。東京都出身。

## 略歴
埼玉県生まれ、東京都中野区育ち。叔父が放送作家で、子供の頃からテレビの世界にあこがれを持っていた。
中野区立北中野中学校、保善高等学校商業科、明海大学不動産学部第二部不動産学科卒業。大学卒業時に就職先も決まっていたが、芸人になりたい気持ちのほうが強く、その就職先に入社式当日に断りの電話を入れてNSCに入学した。そのことを親たちに話したら「30歳頃までやらせてやる」ということで許してもらったという。2005年に金田哲とお笑いコンビ・はんにゃを結成。
2014年11月に腎臓癌が見つかり、同年末に摘出手術を受ける。
2015年2月3日、当時一般人女性であった川島菜月と入籍。同年中に妻がトイレで長女（第1子）を出産。出産後、救急車で搬送された。妻はのちにブログを開設。夫婦でテレビ出演し、ブロガー、YouTuberなどで活動。妻の姉は、河中あい。河中の元夫である袴田吉彦とも義兄弟として親交があったが、離婚後に袴田から「もう他人だな」と告げられたという。
2018年8月に吉本坂46のオーディションに合格し、正式メンバーの1人として発表された。
2020年2月5日より、オンラインゲーム『League of Legends』で同年の11月までに「ゴールド」ランクを目指すことを目的とした企画が開始し、ゲームチャンネルをYouTubeに開設。挑戦期間中は芸名を剥奪され「川島ofレジェンド」を名乗ることが条件となっていたことから改名。League of Legendsでは1000試合超、時間にして500時間以上のプレイの末に世界最弱に到達した。
2023年2月7日、芸名を川島章良に戻すことを発表。なお、ゲーム配信やeスポーツの分野では、引き続き川島ofレジェンド名義で活動。
2025年7月22日、相方・金田のYouTubeチャンネルにて離婚したことを発表。

## 人物
身長168cm、体重76kg。血液型はA型。カメラが趣味。尊敬する人物はとんねるずの木梨憲武。「入浴検定」、「離乳食インストラクター1級」、「だしソムリエ2級」、「ベビーサインパパアドバイザー講師」、「食育アドバイザー」、「おひるねアート講師」の資格を持っている。相方の金田と共に喫煙者であったが、2014年に禁煙に成功した。腹がやや出ている体型をしている。眼鏡を掛けると仲本工事に似ているという理由でものまねをしているが、何を喋ればいいか分からず困っている。
嗅覚に敏感であるという。ものを食べるとき、必ずにおいをかぐ癖がある。また「鼻炎を患い、治ったあと、もの凄い嗅覚になった」と語っている。カタカナが苦手である。『ッ』『ャ』などの促音の認識が大の苦手。更に。『ン』と『ソ』、『シ』と『ツ』の書き分けも苦手である。Mに見られることが多いが、夜の顔はS。夫婦でアンジュルムのファンであり、推しメンは佐々木莉佳子である。

### 料理
趣味は梅酒作り。酒が大好きで、銀座で約4年間バーテンダーのバイトをしていた。また、料理が趣味であり、得意であるという。はなまるマーケットの『はなまるカフェ』にゲスト出演した際、“おめざのコーナー”に「スペアリブのやわらか煮」を持参した。
料理好きが講じ、「だしソムリエ」の資格を取得。2018年にネット通販の「だしパック」販売店『津乃鶴』を起業。父方の実家が祇園でやっていた懐石料理店の屋号を継いだもの。
2023年6月には山本圭壱の「けいちょんチャンネル」が期間限定でオープンしたカフェ『けいちょんパスタを食らうcafe』で、メニューとして「痛風パスタ」を考案し、販売された。

## 芸風
オーソドックスなツッコミスタイルだが、時に金田とのWボケもこなす。 金田のキャラを引き立たせるために強い男役を演じることが多い。金田がへたれ役をやることが多いことから、肝が据わっているように見られがちであるが、極端なビビリ性である。
「じゃない方芸人」として『アメトーーク!』に出演し、自身の目立たないエピソードを披露した。
眼鏡を掛けると仲本工事に似ているという理由でものまねをしているが、何を喋ればいいか分からず困っている。
先輩である平成ノブシコブシの吉村崇によると、NSC時代はツッコミも上手くネタもしっかり書くエリートだったが、耳掃除中に耳かきが奥に入りすぎて病院に行ってから変わってしまったという。

## 出演

### バラエティ番組
- アメトーーク!（テレビ朝日、2009年4月9日）「○○じゃない方芸人」の回
- ピラメキーノ（テレビ東京）
- 爆笑レッドシアター（フジテレビ）（終了）

### テレビドラマ
- ブザー・ビート〜崖っぷちのヒーロー〜（フジテレビ、2009年7月 - 9月） - 松山亮介 役
- ざっくり戦士ピラメキッド（テレビ東京（ピラメキーノG内）、2010年8月） - 川中島 役

### 映画
- 劇場版ペンギンの問題 幸せの青い鳥でごペンなさい（東宝、2009年） - カワシマッス 役（声の出演）

### 舞台
- ビックリマン ザ☆ステージ（2019年） - スーパーデビル 役
- 素敵なカミングアウト（2022年5月17日 - 22日、六行会ホール） - 苫米地道彦 役

### ラジオ
- Changeの瞬間 〜がんサバイバーストーリー〜（2022年8月21日・28日、朝日放送ラジオ）[23]

## 書籍
- だしパックを入れるだけ! がまんなしでやせる はんにゃ川島の魔法のだしパックダイエット（2020年5月27日、扶桑社）ISBN 978-4594615475
- はんにゃ川島のお笑いがんサバイバー（2022年2月18日、扶桑社）ISBN 978-4594089610